# Лісне Нікольське
Лісне Нікольське (рос. Лесное Никольское) — село в Старомайнському районі Ульяновської області Російської Федерації.
Населення становить 424 особи. Входить до складу муніципального утворення Кандалинське сільське поселення.

## Історія
Від 2004 року входить до складу муніципального утворення Кандалинське сільське поселення.

## Населення
| 2010 |
| ---- |
| 424  |